# 藤原麻呂

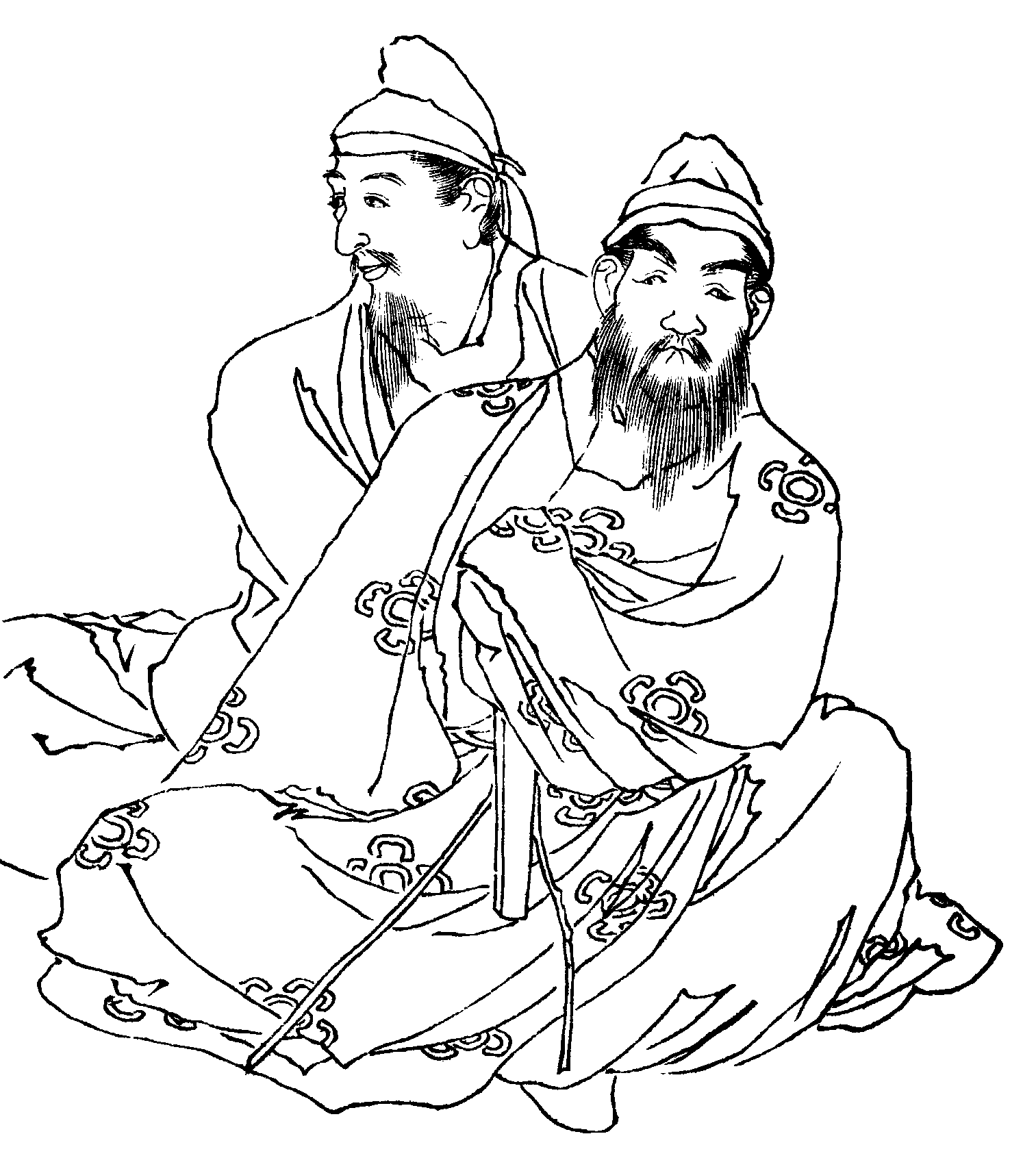
藤原麻呂與藤原武智麻呂

藤原 麻吕（日语：／ Fujiwara no Maro，695年（持統天皇九年）—737年8月17日（天平九年七月十三））是日本奈良時代的貴族。藤原不比等的四子，也是藤原四兄弟中年纪最轻的一位。官至从三位・参議。是藤原京家的开山鼻祖。

## 经歴
養老元年（717年）任从五位下・美濃国司。父・不比等去世后翌年的養老5年（721年）一举升晋从四位上，任左右京大夫。神龟3年（726年）叙正四位上。神龟6年（729年）麻呂與兄弟策劃長屋王之變，使長屋王倒台，之後晋升从三位位列公卿。天平3年（731年）因官人等的推举与其兄・宇合共任参議。同年以兵部卿兼山陰道鎮撫使。
天平9年（737年）任持節大使、陸奥按察使兼鎮守将軍・与大野東人一起，建造了自多賀城出发经雄勝村的由陸奥国往出羽国的直通路。同年归京、因当時流行的天花于7月13日薨去。享年43。最終官位达参議兵部卿从三位。因为当时四兄弟短期間相继过世，有推测指出可能是因为四人间互相看望导致传染的原因。
藤原京家的由来正是因为麻吕曾任京職大夫。

## 人物
长于修辞，爱好酒乐。作为和歌歌人在『万葉集』留有3首、『怀風藻』中留有5首和歌作品。

## 系譜
- 父：藤原不比等
- 母：五百重娘（日语：五百重娘）（不比等的異母妹） - 元天武天皇夫人
- 妻：大伴坂上郎女？ - 大伴安麻呂之女
- 妻：稲葉国造气豆的女儿 - 因幡国八上郡采女
  - 長男：藤原浜成（724-790）
- 妻：当麻氏
  - 女子：藤原百能（720-782） - 藤原豊成室、尚侍
- 生母不明
  - 男子：藤原綱執
  - 男子：藤原勝人

## 関連項目
- 藤原氏
- 藤原四兄弟